# RFL Championship 1902-03
La Northern Rugby Football Union Championship de 1902-03 fue la octava temporada del torneo de rugby league más importante de Inglaterra.

## Formato
El torneo se disputó con un formato de todos contra todos, en la que cada equipo enfrentó en condición de local y de visitante a cada uno de sus rivales.
El elenco que al finalizar la temporada obtuviera mayor cantidad de puntos, se coronó como campeón del torneo, mientras que las dos últimas posiciones descienden a la División 2 de la próxima temporada.
Se otorgaron 2 puntos por cada victoria, 1 por el empate y 0 por la derrota.

## Desarrollo

### Tabla de posiciones
| Pos. | Equipo                   | Encuentros | Encuentros | Encuentros | Encuentros | Tantos | Tantos | Puntos |
| Pos. | Equipo                   | PJ         | PG         | PE         | PP         | F      | C      | Puntos |
| ---- | ------------------------ | ---------- | ---------- | ---------- | ---------- | ------ | ------ | ------ |
| 1    | Halifax RLFC             | 34         | 23         | 3          | 8          | 199    | 85     | 49     |
| 2    | Salford                  | 34         | 20         | 5          | 9          | 244    | 130    | 45     |
| 3    | Swinton Lions            | 34         | 18         | 7          | 9          | 254    | 119    | 43     |
| 4    | Runcorn RFC              | 34         | 19         | 4          | 11         | 239    | 139    | 42     |
| 5    | Broughton Rangers        | 34         | 17         | 7          | 10         | 222    | 97     | 41     |
| 6    | Oldham RLFC              | 34         | 20         | 0          | 14         | 200    | 128    | 40     |
| 7    | Bradford Park Avenue AFC | 34         | 16         | 5          | 13         | 220    | 161    | 37     |
| 8    | Warrington               | 34         | 14         | 7          | 13         | 148    | 164    | 35     |
| 9    | Hunslet FC               | 34         | 16         | 3          | 15         | 185    | 220    | 35     |
| 10   | Hull                     | 34         | 16         | 2          | 16         | 204    | 192    | 34     |
| 11   | Batley Bulldogs          | 34         | 15         | 4          | 15         | 176    | 214    | 34     |
| 12   | Leigh                    | 34         | 12         | 5          | 17         | 136    | 178    | 29     |
| 13   | Widnes Vikings           | 34         | 13         | 2          | 19         | 131    | 167    | 28     |
| 14   | Hull Kingston Rovers     | 34         | 13         | 2          | 19         | 155    | 215    | 28     |
| 15   | Huddersfield             | 34         | 13         | 2          | 19         | 116    | 196    | 28     |
| 16   | Wigan                    | 34         | 10         | 6          | 18         | 125    | 174    | 26     |
| 17   | St. Helens               | 34         | 9          | 2          | 23         | 125    | 309    | 20     |
| 18   | Brighouse Rangers RFC    | 34         | 7          | 4          | 23         | 79     | 270    | 18     |

|  | Campeón.                    |
|  | Descendido a la División 2. |

| Bandera de Inglaterra |
| Campeón Halifax RLFC  |
| Primer título         |